# Moumen Smihi
Moumen Smihi (àrab: مومن السميحي, Mūmin as-Samīḥī) (Tànger, 25 d'agost de 1945) és un cineasta marroquí. La seva carrera abasta més de quatre dècades, durant les quals ha escrit, produït i dirigit llargmetratges, curtmetratges i documentals premiats i influents. Es considera un membre fonamental del «nou cinema àrab», que va començar a florir a la dècada de 1970. Les seves propostes, inspirades en inquietuds polítiques i artístiques, i semblants al neorealisme italipa, Nouvelle Vague francesa i els moviments independents i underground dels EUA, van funcionar fora dels sistemes d'estudi de Hollywood i Egipte, on els incentius empresarials dictaven forma i contingut.
Smihi ha impartit classes i conferències a la Universitat Paris 8 i al Centre d'Estudis del Pròxim Orient de la UCLA. Ha viatjat molt per Grècia, França, Itàlia i Orient Mitjà, i ha viscut i treballat a Egipte. Avui, divideix el seu temps entre Tànger i París. La seva productora, IMAGO Film International, fundada l'any 1979, ha produït una vintena de pel·lícules i editat llibres sobre teoria del cinema.

## Primers anys
Smihi va néixer en una família musulmana religiosa que vivia a la cosmòpolis de Tànger. La ciutat, que a partir de 1923 tenia la condició de "zona internacional" governada per França, Espanya i Gran Bretanya (amb l'addició d'Itàlia el 1926), estava a punt de sotmetre's a un procés de restauració a la plena sobirania que, després d'un període de control espanyol de 1940 a 1945 durant la Segona Guerra Mundial, va culminar el 1956 amb la signatura del Protocol de Tànger.
Encara que els homes de la família de Smihi havien estat durant generacions fquihs (ministres musulmans), el pare de Smihi va insistir que el seu fill assistís a una escola laica francesa que ensenyava tant en francès com en àrab.
La infància de Tànger de Smihi va ser la llar d'alguns destacats escriptors i expatriats de la generació Beat. Paul Bowles, William S. Burroughs i Allen Ginsberg hi vivien i sovint es podien trobar bevent te a la menta i fumant kif (marihuana marroquina) a la plaça Zoco Chico. Van cultivar artistes locals com Mohamed Choukri i Mohamed Mrabet, el Big Mirror dels quals va ser posteriorment adaptat per Smihi, amb un guió de Paul Bowles, Gavin Lambert i Smihi. Les pel·lícules egípcies, americanes i espanyoles es projectaven assíduament en aquell moment i Smihi era un fervent espectador.
Al mateix temps, Smihi estava sent profundament influenciat per la teoria marxista. La seva amistat i les seves discussions amb destacats marxistes marroquins el porten a un desig profund i permanent d'articular les preocupacions culturals i la seva expressió política a les seves pel·lícules. L'any 1964 va participar en l'aixecament estudiantil polític de Rabat que va ser ferotgement reprimit per la policia i l'exèrcit marroquins.

## Carrera
El 1965, Smihi va rebre una beca del govern francès i va marxar del Marroc cap a París per estudiar cinema a l'IDHEC (Institut des hautes études cinématographiques).
Va ser influenciat pels seminaris de Jacques Lacan, Michel Foucault i Claude Lévi-Strauss a l'Ecole Pratique des Hautes Etudes en Sciences Sociales, i particularment per Roland Barthes, amb qui va treballar en una memòria.
Smihi ha citat els pioners del Cinéma Vérité Jean Rouch i Henri Langlois de la Cinémathèque Française, a qui va conèixer al Festival de Cinema Francòfon, com a persones que li van transmetre el sentit de la màgia del cinema.
El seu primer curtmetratge, Si Moh Pas de Chance (L'home desafortunat), va retratar les miserables condicions dels treballadors immigrants nord-africans a Europa. Va ser rodat a França i va guanyar el Gran Premi al Festival International d'Expression Française de Dinard (1971). Aquesta pel·lícula, juntament amb Wechma del seu amic Hamid Benani, va ser presentada a la Swiss Film Archive per Freddy Buache, que els va elogiar perquè anunciaven "el naixement del cinema marroquí".
El 1975 va produir i dirigir el seu primer llarg premiat El Chergui (El vent de l'est), que va ser molt apreciat a Europa i Àfrica i va rebre crítiques entusiastes a Le Nouvel Observateur. Jeune Afrique, The International Herald Tribune i altres llocs. El seu segon llargmetratge, 	Quarante-quatre ou les récits de la nuit, va guanyar el premi Venezia Genti a la Mostra de Venècia l'any 1985.
L'any 1987 va fer Qaftan al-Hubb, que retratava tant l'ascens de la classe mitjana al Marroc com el deliri generat per la censura del rei Hassan, en virtut de la qual els cineastes es veien obligats a utilitzar un llenguatge ple de referències obliques i significats ocults.
El 1988 Smihi es va traslladar al Caire on, a través del director Salah Abu Seif, va conèixer Naguib Mahfouz, amb qui va planejar una adaptació de la novel·la de Mahfouz Autumn Quail. Durant aquest període, Smihi va dirigir dues pel·lícules en tres anys, Defending the Egyptian Cinema i Sayidat al-Qahira, aquesta última, la història d'una dona que vol ser lliure i moderna en un Egipte desbordat per terrorisme.
Durant els darrers deu anys, Smihi treballa en una autobiografia de la qual va adaptar els guions dels seus dos últims llargmetratges, El ayel l'any 2005 (nominada al Fifth International Film Festival de Marràqueix) i Les Hirondelles: les Cris de jeunes filles des hirondelles (2008) tots dos sobre el seu Tànger natal.

## Filmografia selecta
| Any  | Títol                                                             | Acreditat com a | Acreditat com a | Acreditat com a | Notes                        |
| Any  | Títol                                                             | Director        | Guionista       | Productor       | Notes                        |
| ---- | ----------------------------------------------------------------- | --------------- | --------------- | --------------- | ---------------------------- |
| 1970 | Si Moh, pas de chance                                             | Sí              | Sí              | No              | Curtmetratge                 |
| 1972 | Couleurs aux corps                                                | Sí              | Sí              | No              | Curtmetratge documental      |
| 1975 | El Chergui ou le Silence vilent (Charqi Aw al-Çoumt al-‘Anif)     | Sí              | Sí              | No              |                              |
| 1981 | 44 ou les récits de la nuit                                       | Sí              | Sí              | No              |                              |
| 1987 | Caftan d’amour (Qaftan al-Hubb)                                   | Sí              | Sí              | Sí              |                              |
| 1991 | Sayidat al-Qahira/La dame du Caire                                | Sí              | Sí              | Sí              | coescrita amb Bashir El Deek |
| 1989 | al-Sinima al-Misriya (Défense et illustration du cinéma égyptien) | Sí              | No              | No              | Documental                   |
| 1993 | Avec Matisse à Tanger                                             | Sí              | Sí              | No              | Documental                   |
| 1999 | Waqa’i maghribia/Chroniques marocaines                            | Sí              | Sí              | Sí              |                              |
| 2005 | El ayel                                                           | Sí              | Sí              | No              |                              |
| 2008 | Les Hirondelles: les Cris de jeunes filles des hirondelles        | Sí              | Sí              | No              |                              |
| 2012 | Tanjaoui                                                          | Sí              | Sí              | No              |                              |